# Чкаловск (Нижегородская область)
Чка́ловск (до 1937 года — Василёво) — город (с 1955) в Нижегородской области России, административный центр городского округа город Чкаловск и отдельное административно-территориальное образование Город Чкаловск в составе городского округа.
Переименован в честь Героя Советского Союза В. П. Чкалова, родившегося здесь. В городе имеется мемориальный музей В. П. Чкалова и музей «Вираж».

## География
Город расположен на правом берегу Волги (Горьковское водохранилище), в 37 км от железнодорожной станции Заволжье и в 97 км к северо-западу от Нижнего Новгорода. Преобладает умеренно континентальный климат. Среднегодовое количество осадков — 586 мм.

## История и этимология
Чкаловск возник в XII веке и назывался тогда Василёвой Слободой в честь своего основателя, князя Василия Юрьевича, сына Юрия Долгорукого. Основанием создания поселения послужило то, что оно служило запасным пунктом обороны для Городца. Когда Юрий Долгорукий отвоевал у черемисов городок Малый Китеж, он переименовал его в Городец Радилов и посадил там воеводой своего сына Василия Юрьевича. Василий в свою очередь, чтобы иметь запасной пункт обороны от набегов финно-угорских народов, построил на правом берегу крепость, которую назвали Василёва Слобода.
В XIV—XVII веках Василёва Слобода принадлежала князьям Шуйским и была их родовой вотчиной. Её последним хозяином из рода Шуйских был царь Василий IV Иванович.
С 1610 по 1764 год Василёва Слобода была владением московского Вознесенского монастыря, после слобода стала государственным экономическим селом.
В селе занимались различными промыслами. Широко было развито изготовление гончарной посуды. В середине XIX века в Василёве было до 25 гончарных мастерских. Глиняную посуду по весне сплавляли на барках в низовья Волги и на Каму.
В XIX веке Василёва Слобода была одним из основных поставщиков бурлаков для Волги.
Во второй половине XIX века на Волге появились пароходы и большегрузные баржи. Это вызвало потребность в дноуглубительном флоте, так как река сильно мелела. В сентябре 1883 года было начато строительство мастерских. В свою очередь это вызвало приток населения, село Василёво стало стремительно расти.
Установление советской власти в селе не встретило больших осложнений. Весь флот, стоявший в затоне, был сохранён, отремонтирован, подготовлен к национализации, а впоследствии многие суда были переоборудованы для Волжской военной флотилии.
В 1920-е годы Василёвские казённые мастерские выросли в крупный судостроительный и судоремонтный завод, которому присвоили имя В. И. Ульянова (Ленина).
В августе 1937 года после совершения В. П. Чкаловым рекордного перелёта через Северный полюс в США, посёлок Василёво был переименован в честь знаменитого земляка в Чкаловск.
В годы войны предприятия посёлка выпускали продукцию военного назначения. Трое уроженцев посёлка — А. Г. Грачёв, В. В. Клочков, А. П. Коряков — были удостоены звания Героя Советского Союза.
В 1950-е годы в связи со строительством Горьковской ГЭС бо́льшая часть Чкаловска попала в зону затопления. Пришлось перенести часть домов, на новом месте был отстроен судостроительный завод.
В 1955 году Чкаловску был присвоен статус города.
В 2010 году началось восстановление Вознесенского храма 1755 года постройки, разрушенного накануне Великой Отечественной войны.
В 2004—2015 годах составлял городское поселение Город Чкаловск в рамках Чкаловского района.

## Население
| 1897    | 1931    | 1939    | 1959    | 1970    | 1979    | 1989    | 1992    | 1996    |
| ------- | ------- | ------- | ------- | ------- | ------- | ------- | ------- | ------- |
| 1000    | ↗5800   | ↗7408   | ↗11 580 | ↗13 835 | ↗14 581 | ↗15 059 | ↘15 000 | ↗15 100 |
| 1998    | 2002    | 2003    | 2005    | 2006    | 2007    | 2008    | 2009    | 2010    |
| ↘15 000 | ↘13 856 | ↗13 900 | ↘13 400 | ↘13 200 | ↘13 000 | ↘12 750 | ↘12 517 | ↘12 368 |
| 2011    | 2012    | 2013    | 2014    | 2015    | 2016    | 2017    | 2018    | 2019    |
| ↘12 324 | ↘12 167 | ↘12 036 | ↘11 882 | ↘11 723 | ↘11 601 | ↘11 569 | ↘11 462 | ↘11 354 |
| 2020    | 2021    |         |         |         |         |         |         |         |
| ↘11 345 | ↗11 535 |         |         |         |         |         |         |         |

На 1 января 2025 года по численности населения город находился на 881-м месте из 1124 городов Российской Федерации.

## Промышленность
- ПАО «Чкаловская судоверфь»;
- АО завод «Полёт»;
- Швейная фабрика (детская одежда);
- ЗАО «Гипюр» (строчевышивальная фабрика);
- ООО «Лён»;
- Завод шампанских вин ООО «Бальзам»;
- ЗАО «Светлана»;
- ООО «Чкаловский плодопитомник НН»;
- ООО «Чкаловский электромеханический завод» (территориально обособленное производственное подразделение ООО «МЗВА»);
- ЗАО «Рост»;
- ООО «Чкаловская кондитерская фабрика».

## Достопримечательности
- Мемориальный музей В. П. Чкалова;
- Аллея звёзд на набережной;
- МУК «Районный Центр ремесел»;
- Музей скоростей;

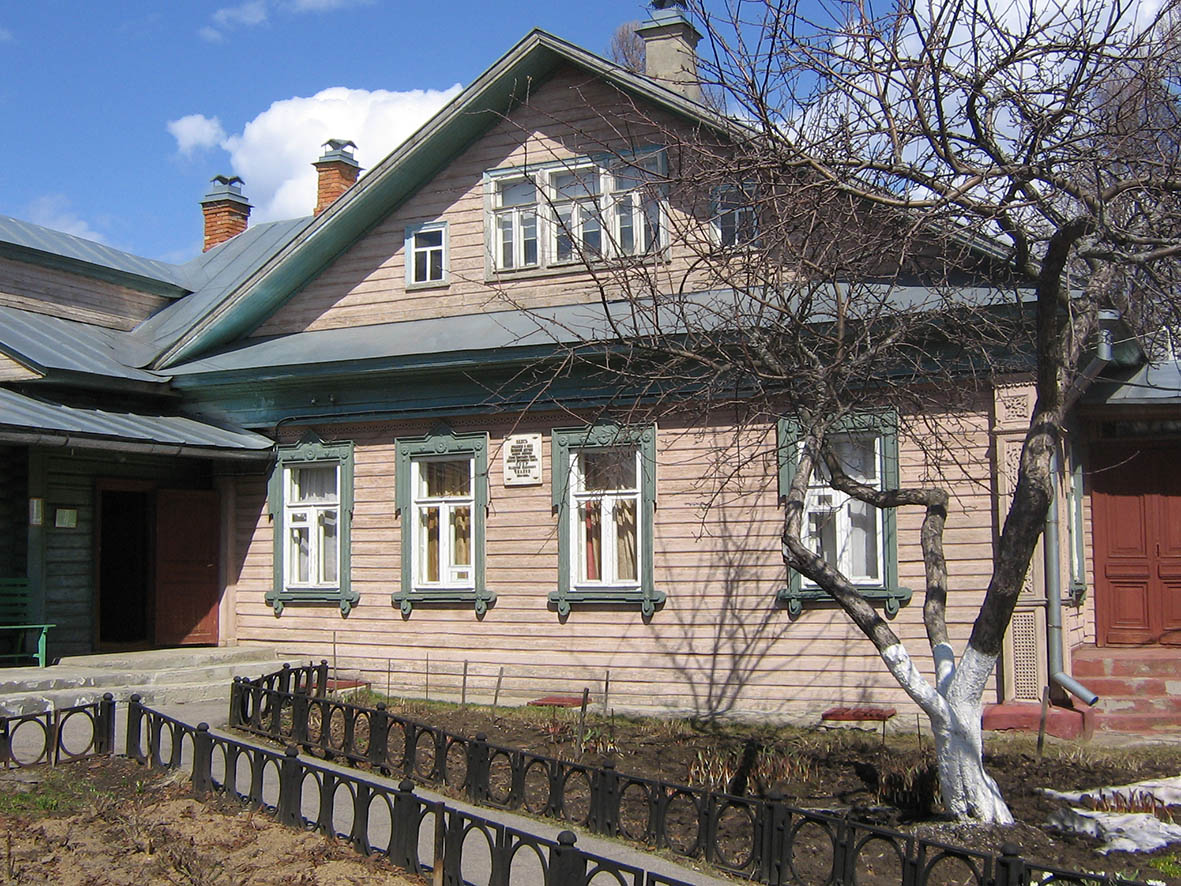
Дом-музей Валерия Чкалова

- Выставочный зал «Горьковский гипюр»;
- Выставочный зал им. А. М. Каманина;
- Памятник-самолет МиГ-21ПФМ.

## Галерея

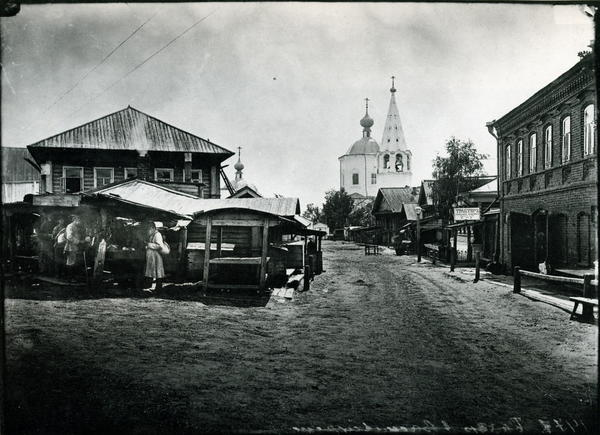
Базар в селе Василёва Слобода. Начало XX века. Фото М. П. Дмитриева
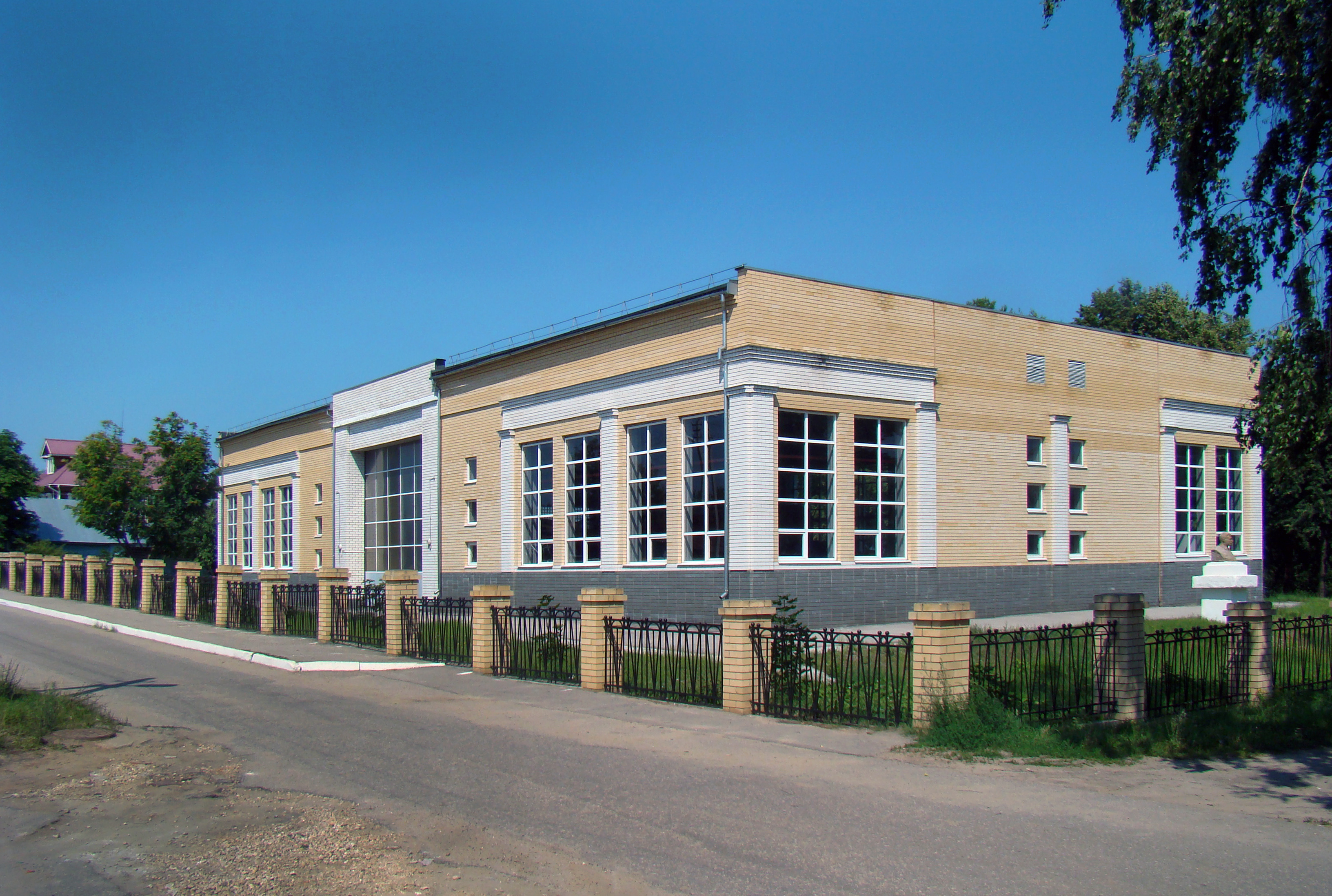
Ангар самолётов В. П. Чкалова
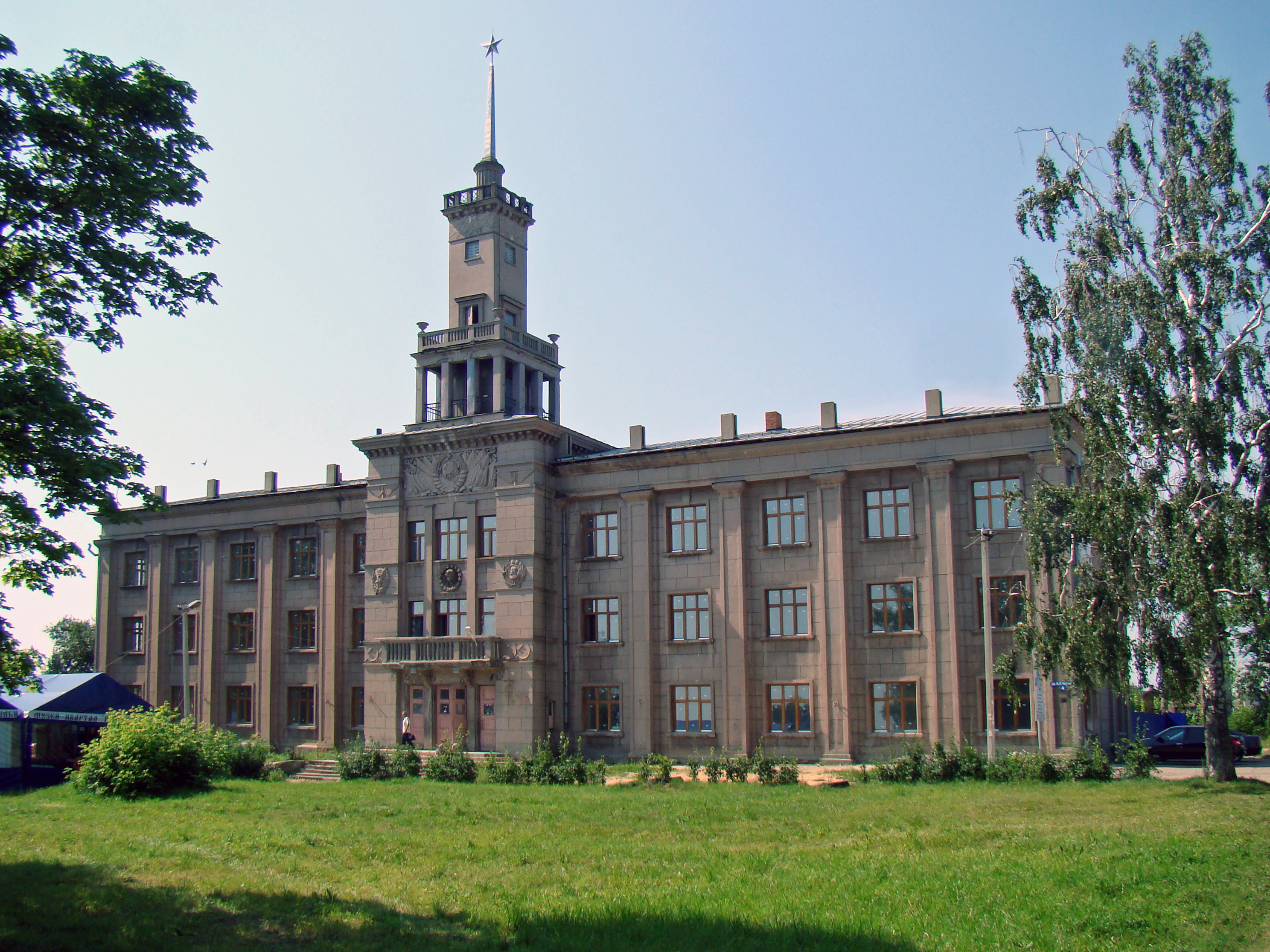
Музей скоростей
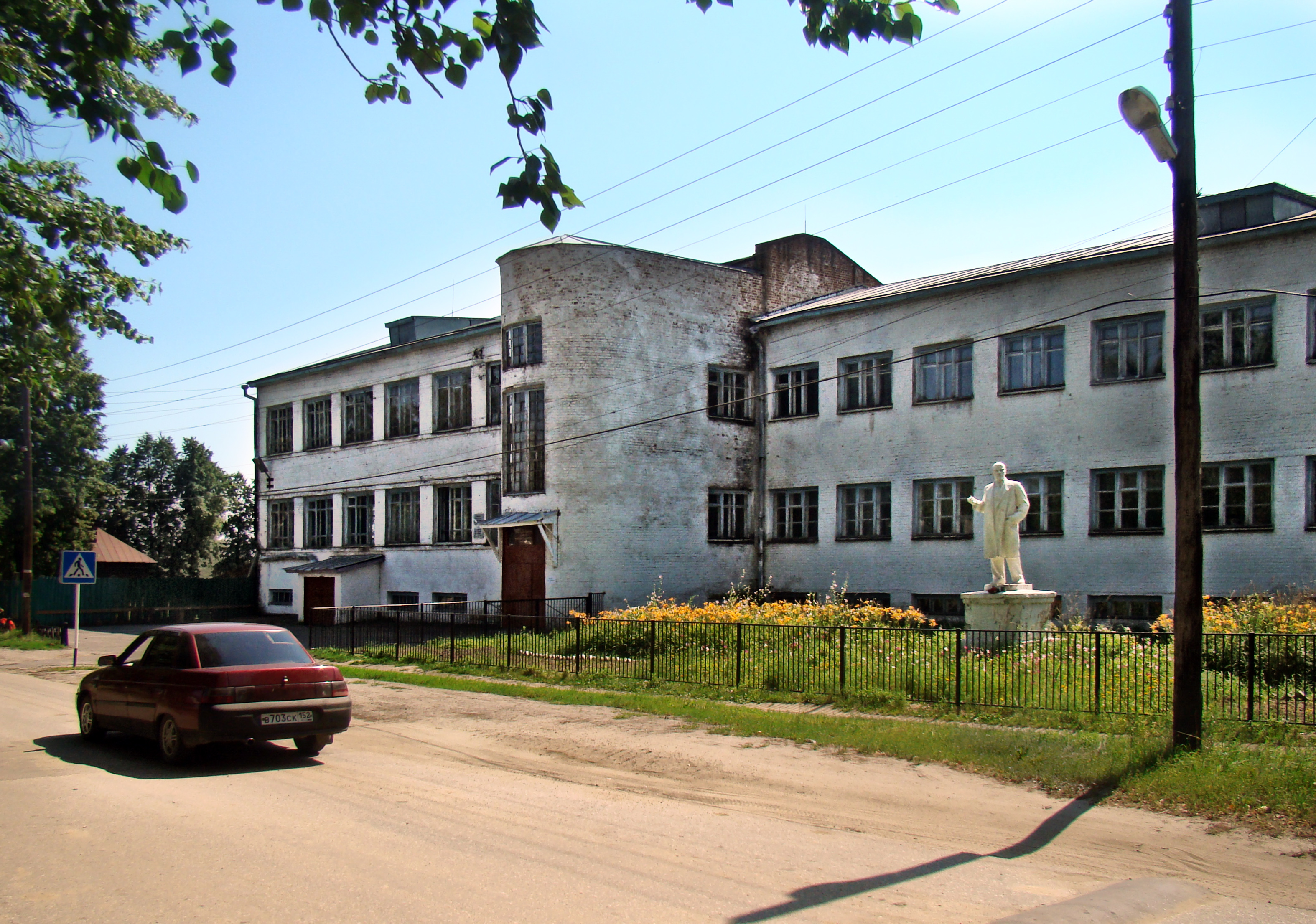
Школа № 4 им. В. В. Клочкова